# Le Petit-Quevilly
Le Petit-Quevilly är en kommun i departementet Seine-Maritime i regionen Normandie i norra Frankrike. Kommunen ligger i kantonen Le Petit-Quevilly som tillhör arrondissementet Rouen. År 2022 hade Le Petit-Quevilly 21 935 invånare.

## Befolkningsutveckling
| Befolkningsutvecklingen i Le Petit-Quevilly 1968–2021 | Befolkningsutvecklingen i Le Petit-Quevilly 1968–2021 | Befolkningsutvecklingen i Le Petit-Quevilly 1968–2021 | Befolkningsutvecklingen i Le Petit-Quevilly 1968–2021 | Befolkningsutvecklingen i Le Petit-Quevilly 1968–2021 |
| ----------------------------------------------------- | ----------------------------------------------------- | ----------------------------------------------------- | ----------------------------------------------------- | ----------------------------------------------------- |
|                                                       |                                                       |                                                       |                                                       |                                                       |
| År                                                    |                                                       |                                                       | Folkmängd                                             |                                                       |
| 1968                                                  | 1968                                                  |                                                       | 22 876                                                |                                                       |
| 1975                                                  | 1975                                                  |                                                       | 22 401                                                |                                                       |
| 1982                                                  | 1982                                                  |                                                       | 22 876                                                |                                                       |
| 1990                                                  | 1990                                                  |                                                       | 22 600                                                |                                                       |
| 1999                                                  | 1999                                                  |                                                       | 22 332                                                |                                                       |
| 2007                                                  | 2007                                                  |                                                       | 21 970                                                |                                                       |
| 2015                                                  | 2015                                                  |                                                       | 22 511                                                |                                                       |
| 2021                                                  | 2021                                                  |                                                       | 21 782                                                |                                                       |